# Erik Radolf
Erik Radolf (eigentlich Friedrich Wilhelm Erich Kohl; * 1. Dezember 1904 in Frankfurt am Main; † 15. November 1982 in Berlin) war ein deutscher Schauspieler.

## Leben und Wirken
Der Sohn des Kaufmanns Fritz Kohl und dessen Frau Martha, geb. Nebert, besuchte eine Oberrealschule und ließ sich anschließend von Günther Stark künstlerisch ausbilden. Ende der 1920er Jahre begann Radolf Theater zu spielen. Seine Bühnenstationen waren Cottbus, Karlsbad, Wien (Volkstheater, Komödie) sowie in Berlin die Spielstätten der Rotter-Brüder und Heinz Saltenburgs. Von 1932 bis zur Schließung aller deutscher Spielstätten durch Joseph Goebbels 1944 gehörte Radolf dem Ensemble der Volksbühne Berlin an, wo er unter den Intendanten Heinz Hilpert und Eugen Klöpfer spielte.
Nach dem Zweiten Weltkrieg trat Erik Radolf auch am Kabarett der Komiker auf. Außerdem wirkte er als künstlerischer Leiter der Neuen Scala Berlins und nahm an zahlreichen bunten Abenden teil. Darüber hinaus hat sich Radolf auch als Textdichter betätigt (z. B. für Leon Jessels Operette Treffpunkt Tegernsee sowie für Schlager und Hörspiele).
Radolfs Filmaktivitäten konzentrierten sich vor allem auf die Kriegsjahre 1939 bis 1945, als er mit kleinen Rollen auch in einer Fülle von nazistischen Propagandafilmen auftrat. Nach einer langen filmlosen Zeit stand Radolf wieder seit 1959 regelmäßig vor der Kamera, unter anderem in einigen Edgar-Wallace-Verfilmungen und anderen Krimis.
Erik Radolf war ab 1938 mit Helene Kowalczyk verheiratet. Er lebte in Berlin-Wilmersdorf und starb 1982 im Martin-Luther-Krankenhaus.

## Filmografie (Auswahl)
- 1932: Drei von der Kavallerie
- 1933: Kleines Mädel – großes Glück
- 1934: Jede Frau hat ein Geheimnis
- 1935: Das Mädchen Johanna
- 1938: Der Edelweißkönig
- 1938: Pour le Mérite
- 1939: Die barmherzige Lüge
- 1939: Kennwort Machin
- 1939: Kongo-Express
- 1939: Sommer, Sonne, Erika
- 1939: Silvesternacht am Alexanderplatz
- 1940: Friedrich Schiller – Der Triumph eines Genies
- 1940: Wunschkonzert
- 1940: Tip auf Amalia
- 1940: Mein Leben für Irland
- 1940/42: Der große König
- 1941: Stukas
- 1941: Blutsbrüderschaft
- 1941: Heimaterde
- 1941: Der Gasmann
- 1942: Zwei in einer großen Stadt
- 1942: Anschlag auf Baku
- 1942: Der 5. Juni
- 1942: Fronttheater
- 1942: Rembrandt
- 1942: Hochzeit auf Bärenhof
- 1943: Damals
- 1943: Münchhausen
- 1943: Großstadtmelodie
- 1943/44: Eine kleine Sommermelodie (UA: 1982)
- 1956: Liane, das Mädchen aus dem Urwald
- 1959: Lockvogel der Nacht
- 1959: Kriegsgericht
- 1959: Das Totenschiff
- 1960: Der Prozeß Mary Dugan (TV-Film)
- 1961: Zu jung für die Liebe?
- 1961: Immer Ärger mit dem Bett
- 1961: Frau Cheneys Ende
- 1961: Unter Ausschluß der Öffentlichkeit
- 1961: Die Marquise von Arcis (TV-Film)
- 1961: Im Stahlnetz des Dr. Mabuse
- 1961: Ich kann nicht länger schweigen
- 1962: Jeder stirbt für sich allein (TV-Film)
- 1963: Die weiße Spinne
- 1963: Das Kriminalmuseum: Die Fotokopie
- 1963: Piccadilly null Uhr zwölf
- 1963: Der Fall Rohrbach (TV-Reihe)
- 1964: Zimmer 13
- 1965: Der unheimliche Mönch
- 1966: Die Geschichte des Rittmeisters Schach von Wuthenow (TV-Film)
- 1972: Das Jahrhundert der Chirurgen (TV-Serie, Folge 1x07 Die Ehe des Forschers)